# Синявець Телей
Синявець Телей (Phengaris teleius) — вид денних метеликів родини синявцевих (Lycaenidae).

## Поширення
Вид поширений у Центральній і Східній Європі, та в Північній Азії до Японії включно. Є ізольовані локалітети в Іспанії, Франції, країнах Балтії та на Кавказі.
В Україні поширений у лісовій та лісостеповій зонах, місцями на півночі степової зони.

## Опис
Переднє крило завдовжки від 17 до 21 мм. Основний фон верхнього крила — синій. Край крила темний з білою бахромою. В середині розташовується чорна пляма. У самиць забарвлення сіріше, а краї крил темніші.

## Спосіб життя
Населяє лісові галявини, болота, гірські луки з підвищеною вологістю і наявністю кормової рослини — родовика лікарського (Sanguisorba officinalis). Метелики літають з кінця червня до середини серпня. Самиця відкладає яйця на квітки родовика. Стадія яйця триває 8 днів. До зимівлі гусінь живляться квітками і плодами. Мірмекофільний вид. Після зимівлі гусениці живуть у гніздах мурах Myrmica sabuleti, Myrmica rubra, Myrmica vandeli, Myrmica scabrinodis, де харчуються їхніми личинками. Заляльковуються або в мурашнику, або поруч в землі чи під камінням.